# Michał Michalski (kontradmirał)
Michał Michalski (ur. 3 sierpnia 1952) – polski kontradmirał i inżynier techniki nawigacji, morski oficer pokładowy okrętów rakietowych, w 1971 rozpoczął służbę w Marynarce Wojennej, dowodził ORP „Kołobrzeg”, 2 dywizjonem Kutrów Rakietowo-Torpedowych oraz 8 Flotyllą Obrony Wybrzeża, w latach 2006–2007 był szefem Sztabu Marynarki Wojennej.

## Wykształcenie
Michał Michalski urodził się 3 sierpnia 1952 w Kazimierzu. W latach 1971–1975 ukończył studia na Wydziale Pokładowym w Wyższej Szkole Marynarki Wojennej w Gdyni i uzyskał tytuł inżyniera nawigatora statku morskiego. Jest również absolwentem Wojskowej Akademii Narodowej Armii Ludowej NRD (1982–1986) oraz Akademii Dowodzenia Związkowych Sił Zbrojnych RFN (1994).

## Służba wojskowa
Po promocji oficerskiej w 1975 został skierowany do 2 dywizjonu Kutrów Rakietowo-Torpedowych w Gdyni, gdzie pełnił służbę na kutrach rakietowych projektu 205. Początkowo był dowódcą działu na ORP „Darłowo”, a następnie awansował na zastępcę dowódcy okrętu na tej jednostce. Od 1978 dowodził ORP „Kołobrzeg”. W 1981 przeszedł do dowództwa 2 dywizjonu Kutrów Rakietowo-Torpedowych i pracował kolejno jako oficer nawigacyjno-szkoleniowy oraz szef Sztabu - zastępca dowódcy dywizjonu. W latach 1988–1990 pełnił funkcję dowódcy 2 dywizjonu Kutrów Rakietowo-Torpedowych. Następnie był szefem Wydziału Operacyjno-Szkoleniowego - zastępcą szefa Sztabu w 3 Flotylli Okrętów im. kmdr. Bolesława Romanowskiego w Gdyni. W 1994 został w Oddziale Operacyjnym Sztabu Marynarki Wojennej w Gdyni szefem Wydziału Analiz Ekonomiczno-Wojskowych, a w 1996 objął obowiązki szefa Sztabu - I zastępcy dowódcy 3. Flotylli Okrętów. W 1999 powrócił do Sztabu Marynarki Wojennej na stanowisko szefa Oddziału Operacyjnego, a od 2000 szefa Oddziału Operacyjnego - zastępcy szefa Zarządu operacji Morskich G-3.
W latach 2002–2005 dowodził 8 Flotyllą Obrony Wybrzeża im. Wiceadm. Kazimierza Porębskiego w Świnoujściu, po czym wyznaczono go zastępcą szefa Sztabu w Dowództwie Marynarki Wojennej. Od stycznia 2006 był pełniącym obowiązki szefem Sztabu Marynarki Wojennej, a w grudniu 2006 został zatwierdzony na tym stanowisku z etatem wiceadmirała. W dniu 15 sierpnia 2007 kontradm. Michała Michalskiego przeniesiono do dyspozycji dowódcy Marynarki Wojennej adm. floty Romana Krzyżelewskiego.
Awansował kolejno na stopnie oficerskie:
- podporucznika marynarki – 1975
- porucznika marynarki – 1978
- kapitana marynarki – 1982
- komandora podporucznika – 1987
- komandora porucznika – 1991
- komandora – 1995
- kontradmirała – 2002[1]

## Odznaczenia
- Krzyż Kawalerski Orderu Odrodzenia Polski (2003)[2]
- Złoty Krzyż Zasługi
- Złoty Medal „Siły Zbrojne w Służbie Ojczyzny”
- Srebrny Medal Siły Zbrojne w Służbie Ojczyzny
- Brązowy Medal Siły Zbrojne w Służbie Ojczyzny
- Srebrny Medal „Za Zasługi dla Obronności Kraju”